# Saksonia-Coburg-Eisenach
Księstwo Saksonii-Coburga-Eisenach (niem. Herzogtum Sachsen-Coburg-Eisenach) - księstwo Świętego Cesarstwa Rzymskiego Narodu Niemieckiego, powstałe z wydzieleniu ziem dla ernestyńskiej linii dynastii Wettynów. Stolicą był Coburg.

## Historia
W wyniku podziału erfurckiego potomkowie Jana Fryderyka Wspaniałomyślnego (linia ernestyńska Wettynów) podzielili między siebie dobra turyńskie. Powstały m.in. księstwa Saksonii-Weimar oraz Saksonii-Coburg-Eisenach. Drugie z tych księstw przestało istnieć w 1596, po śmierci Jan Fryderyka II, kiedy to uległo podziałowi.
W 1586 po zakończeniu kurateli i regencji, Jan Kazimierz i Jan Ernest zaczęli wspólnie rządzić księstwo. Jan Ernest szybko wycofał się z władzy nad całym księstwem. W 1590 roku formalnie wyrzekł się wszystkich jego udziału we władzy. Dwaj bracia zgodzili się podzielić kraj w 1596. Jan Kazimierz zachował Saksonię-Coburg, natomiast Jan Ernest otrzymał Saksonię-Eisenach.
Gdy Jan Kazimierz zmarł bezpotomnie w 1633 roku, Jan Ernest odziedziczył jego posiadłości, przez co doszło do zjednoczenia księstw ponownie na krótki okres. Kiedy Jan Ernest sam zmarł bezpotomnie w 1638 roku, kraj ostatecznie został podzielony pomiędzy księstwo Saksonii-Weimar i Saksonii-Altenburg, dwóch innych księstw ernestyńskich istniejących w tym czasie.

## Książęta (Herzöge)

### Pierwsza kreacja (1596-1638)
- 1572–1596 Jan Ernest i Jan Kazimierz

1596 - podział na Saksonię-Coburg i Saksonię-Eisenach

### Druga kreacja (1633-1638)
- 1633–1638 Jan Ernest

1638 - podział między Saksonię-Altenburg i Saksonię-Weimar

### Genealogia
- uproszczona genealogia panujących z dynastii Wettynów: